# Beneath This Gruff Exterior
Beneath This Gruff Exterior è un album in studio del cantautore statunitense John Hiatt, pubblicato nel 2003 a nome John Hiatt & The Goners.

## Tracce
1. Uncommon Connection – 4:11
2. How Bad's The Coffee – 3:56
3. The Nagging Dark – 3:15
4. My Baby Blue – 4:35
5. My Dog And Me – 3:15
6. Almost Fed Up With The Blues – 4:36
7. Circle Back – 4:30
8. Window On The World – 3:36
9. Missing Pieces – 4:06
10. Fly Back Home – 4:44
11. The Last Time – 4:53
12. The Most Unoriginal Sin – 4:15